# T. W. Alley
{{Info/Treinador de futebol
```
|nome=T. W. Alley|clubenumero=|medalhas=
|treinadorjogos=
|treinadorclubes=
Randolph–Macon Yellow Jackets football
Louisville Cardinals football
Louisville Cardinals football
|treinadoranos=1966
1967–1968
1969–1972|partidasselecao=
|selecaonacional=|anoselecao=|jogos(golos)=
|clubes=
William & Mary
Atlantic Coast Football League
|ano=1963–1964|jovemanos=
|jovemclubes=|função=
|posição=Atleta de Linha|actualclube=|imagem=|cidadedamorte=
Rock Hill
,
Carolina do Sul
|imagem_legenda=|nomecompleto=|datadenascimento=
27 de julho
 de 
1942
 
(82
 
anos)
|cidadenatal=
wytheville
|paisnatal=
 
Estados Unidos
|datadefalecimento=
5 de fevereiro
 de 
1993
 
(50
 
anos)
|paisdamorte=
 
Estados Unidos
|atividade=1963–1974|nome_mãe=|nome_pai=|casamento_progenit=|altura=|peso=|apelido=
|atualização=
}}
```

Thomas Walter Alley (27 de julho de 1942 - 5 de fevereiro de 1993) foi jogador e treinador de futebol americano. Alley foi um All- Conference Sul enfrentar e 1964 graduado da The College of William and Mary . Ele recebeu um M.Ed de William e Mary, foi convocado pelos Pittsburgh Steelers e Boston Patriots e jogou por dois anos com os Richmond Rebels da Atlantic Coast Football League e Continental Football League antes de ingressar na equipe técnica da Princess Anne High School em Virginia Beach, Virginia .
Em 1967, Alley se tornou o técnico de linha do Randolph – Macon College em Ashland, Virginia . Em sua primeira temporada, 1967, os Yellow Jackets terminaram por 7–2 e venceram os campeonatos da Mason – Dixon Conference e da Virginia Small College League (VSCL). Em sua segunda e última temporada, 1968, Randolph-Macon alcançou a única temporada invicta e desamarrada da escola, desde a campanha inaugural do programa de futebol em 1881, e repetida como campeões Mason-Dixon e VSCL.
Depois de servir como assistente por três temporadas, Alley foi nomeado o treinador principal da Universidade de Louisville para a temporada de 1973, sucedendo Lee Corso . A equipe do Alley Cardinals em 1973 teve 5–6 em seu primeiro ano (3–2 na Conferência do Vale do Missouri (MVC). A equipe terminou o ano com uma seqüência de duas vitórias consecutivas, postando vitórias contra Furman (35-14) e West Texas State (21-9).
A equipe de Louisville de 1974 de Alley terminou 4–7 (3–2 no MVC). A equipe abriu a temporada com três derrotas, para o Memphis State (16–10), Auburn (16–3) e Cincinnati (7–6). Os Cardinals ganharam seus dois primeiros jogos da conferência, contra Wichita State (14–7) e North Texas State (24–10), antes de perder para Drake (38–35), Mississippi State (56–7) e Tulsa (37– 7). Depois de uma vitória contra Dayton (20-15), Louisville perdeu para Vanderbilt (44-0) antes de fechar com uma vitória contra o West Texas State (10-8). Alley foi despedido após duas temporadas e substituído como treinador principal de Louisville por Vince Gibson .
Alley morreu de um aparente ataque cardíaco, em 5 de fevereiro de 1993, em um hospital em Rock Hill, Carolina do Sul .

## Registro de treinador principal
| Louisville Cardinals ( Conferência do Vale do Missouri ) (1973–1974) |             |         |     |  |  |  |
| 1973                                                                 | Louisville  | 5-6     | 3-2 |  |  |  |
| 1974                                                                 | Louisville  | 3-7     | 3-2 |  |  |  |
| Louisville:                                                          | Louisville: | 9–13    | 6-4 |  |  |  |
| Total:                                                               | Total:      | 73-85-6 |     |  |  |  |